# 後藤駿太
駿太（しゅんた、本名：後藤 駿太〈ごとう しゅんた〉、1993年3月5日 - ）は、群馬県渋川市出身のプロ野球選手（外野手）。右投左打。中日ドラゴンズ所属。

## 経歴

### プロ入り前
渋川市立豊秋小学校1年時に、豊秋ジュニアホークスで野球を始める。渋川市立渋川中学校3年時には、エースとして、チームを群馬県大会3位に導いた。
前橋商業高等学校への入学を機に外野手へ転向。1年時の秋から1番打者を務めると2年時には第81回選抜高等学校野球大会へ、3年夏の群馬県予選では、4割を超える打率でチームを牽引した末に第92回全国高等学校野球選手権大会へそれぞれ出場した。高校通算18本塁打。走攻守三拍子そろったプレースタイルから、「上州のイチロー」、「群馬のイチロー」の異名をとった。
2010年10月28日に行われたドラフト会議では、大石達也、伊志嶺翔大、山田哲人を抽選で外したオリックス・バファローズから1位指名を受けた。NPBドラフト会議の1位指名において、独占交渉権が確定するまでに3度の抽選漏れを経た球団は、この時のオリックスが初めてであった。後藤自身は、上記の経緯による単独指名の後に、「1位指名は信じられなかった。とにかく嬉しい」「オリックスは本当にプレーしたかった球団」とコメントした。交渉の末に、契約金7500万円、年俸700万円（金額は推定）という条件で入団した。背番号は8。なお、入団時点で同姓の後藤光尊もオリックスに在籍していたことから、入団を機に名前の「駿太」を登録名に使用した。

### オリックス時代

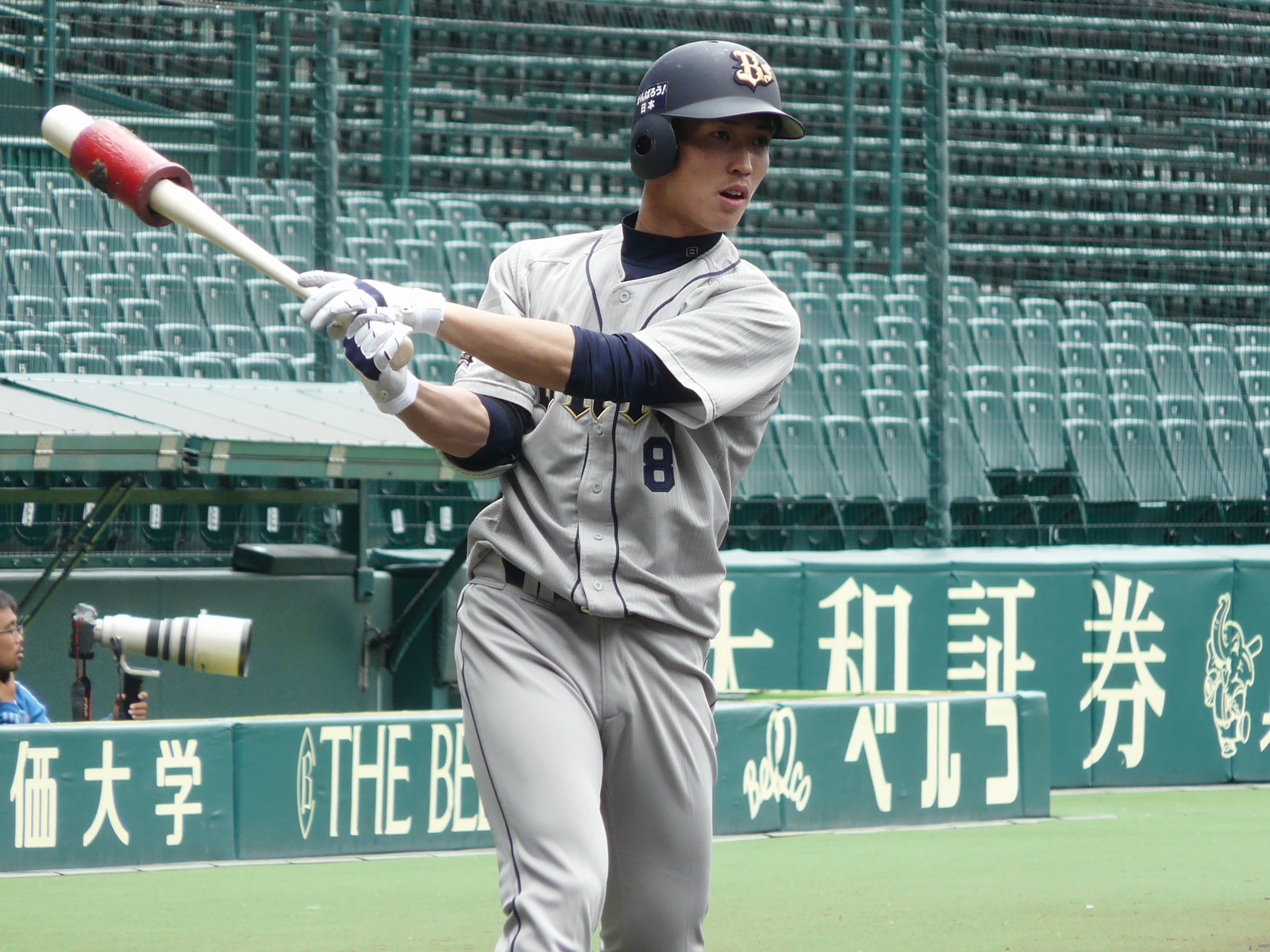
オリックス・バファローズ時代
2012年5月1日 阪神甲子園球場にて

2011年は、春季キャンプ中に頭角を現すと、高卒の新人野手では球団史上初の開幕一軍登録を勝ち取った。4月12日に、福岡ソフトバンクホークスとの開幕戦（京セラドーム大阪）で「9番・右翼手」としてスタメンで一軍デビュー。NPBの高卒新人外野手では、1959年の張本勲（東映フライヤーズ）以来52年ぶりの快挙であった。4月20日の対北海道日本ハムファイターズ戦（ほっともっとフィールド神戸）では、プロ入り後初めて2番打者でスタメンに起用されると、この試合で一軍初安打・初打点を記録。しかし、開幕戦から出場15試合で打率が.074と低迷したことから、5月9日にプロ入り後初めて登録を抹消。抹消後は、ウエスタン・リーグ公式戦で1番打者としての経験を積むかたわら、7月21日のフレッシュオールスターゲーム（富山アルペンスタジアム）で優秀選手賞を受賞した。9月16日から一軍に復帰したが、一軍公式戦では、30試合の出場で打率.100に終わった。
2012年は、2年連続で開幕一軍登録を果たすと、3月30日にはソフトバンクとの開幕戦（福岡Yahoo!JAPANドーム）に「9番・右翼手」としてスタメンで出場。高校から直接NPBの球団に入った野手が2年連続で一軍の開幕戦にスタメンで出場した事例は、1961年の矢ノ浦国満内野手（近鉄バファローズ）以来51年ぶり、外野手では1960年の張本以来52年ぶりであった。しかし、一軍公式戦全体では、32試合の出場で打率.132と、前年とほぼ同等の成績にとどまった。
2013年は、入団3年目ながら、オリックス選手会の会計に就任。公式戦では、入団以来3年連続の開幕一軍登録を果たしたものの、初めて開幕戦のスタメンを外れた。それでも、シーズンを通じて一軍に帯同するとともに、一軍公式戦117試合に出場。6月30日の対東北楽天ゴールデンイーグルス戦で一軍初本塁打を放つと、7月2日の対埼玉西武ライオンズ戦（いずれも京セラドーム大阪）で2試合連続本塁打を記録するなど、打率.199ながら3本塁打、12打点という成績を残した。
2014年は、4年続けて開幕を一軍で迎えると、一軍公式戦127試合に出場。規定未到達ながら自己最高の打率.280、5本塁打、30打点を記録するとともに、走攻守にわたる活躍で、6年ぶりのクライマックスシリーズ進出に貢献した。6月11日の対横浜DeNAベイスターズ戦（京セラドーム）では、8回裏一死満塁で代打・竹原直隆の代打として起用されると、シーズン初本塁打を「人生初」という満塁本塁打で飾った。オリックスの選手による代打満塁本塁打は、2010年のT-岡田以来4年ぶり。代打の代打による満塁本塁打は、NPB史上9本目、パシフィック・リーグ史上4本目の快挙であった。
2015年は、春季キャンプ中から体調不良や打撃不振に見舞われながらも、3年ぶりに開幕戦でスタメンに起用。4月8日の対千葉ロッテマリーンズ戦（京セラドーム）では、プロ入り後初のサヨナラ安打を放つことによって、チームの連敗を4で止めた。レギュラーシーズン全体では、一軍公式戦での出場試合（135）、盗塁（8）、打点（31）、犠打（25）で自己最多を記録。その一方で、打率（.234）と本塁打（2本）が前年を下回ったほか、スタメンでの出場は81試合に留まった。
2016年は、6年連続で開幕一軍入りを果たした。打率が1割台に低迷していた5月下旬からは、現役選手時代に右打者からスイッチヒッターへの転向経験を持つ高橋慶彦一軍打撃コーチの勧めで、右打ちの練習にも取り組んだ。一軍公式戦全体では105試合に出場。試合では従来どおり左打席へ立ち続けたが、打率.192、0本塁打、9打点に終わった。
2017年は、「今年（春季キャンプから）一番成長した選手」という一軍監督・福良淳一からの評価を背景に、7年連続でレギュラーシーズンを一軍でスタート。5月には、延長戦にまでもつれ込んだ5月7日の日本ハム戦と5月31日の対東京ヤクルトスワローズ戦（いずれも京セラドーム）でサヨナラ安打を放って、赤間謙（7日）・小林慶祐（31日）を一軍公式戦での初勝利に導いた。さらに、「1番・右翼手」としてスタメンに起用された6月4日の対読売ジャイアンツ戦（東京ドーム）では、レギュラーシーズンとしては自身初の先頭打者本塁打を放った。一軍公式戦全体では、129試合の出場で、打率.240、2本塁打、27打点、4盗塁を記録。シーズン終了後の12月19日には、翌2018年シーズンから、登録名を本名の「後藤駿太」へ変更することを明らかにした（詳細後述）。
2018年は、春季キャンプ中にインフルエンザB型に感染した影響で出遅れたことに加えて、その間に内野手から中堅手へ転向した宗佑磨がオープン戦で活躍したため、プロ入り後初めて公式戦の開幕を二軍で迎えた。開幕後に一軍の正中堅手へ定着した宗が、5月中旬に戦線を離脱したことに伴って、5月18日にシーズン初の出場選手登録。しかし、一軍公式戦への出場はわずか33試合で、7年ぶりに本塁打を放てないままシーズンを終えた。
2019年は、レギュラーシーズンを2年ぶりに一軍でスタート。開幕当初の右翼守備では、塁上に走者がいる状況でゴロを捕球すると、ノーバウンド送球による補殺でチームのピンチを何度も阻止した。打撃面でも、4月13日の対西武戦で、一軍公式戦としては2年ぶり2度目の1試合4安打を記録。6月28日の同カード（いずれもメットライフドーム）では、9回裏の打席で一軍公式戦2年ぶりの本塁打を放った。一軍公式戦への出場は通算91試合と前年を上回ったが、実際には試合途中からの起用が多く、通算打率は.224にとどまった。
2020年は、新型コロナウイルスの影響で開幕が延期され、120試合制の短縮シーズンとなった。6月19日の楽天との開幕戦では、「9番・中堅手」で3年ぶりの開幕スタメン入りを果たした。開幕からの19試合中18試合でスタメン起用されたが、打撃で全く結果を残せず7月16日に登録抹消。その後は一軍に再昇格することなく二軍でシーズンを終え、打率.120、OPS.361、キャリアワーストとなる23試合の出場に留まった。オフは減額制限いっぱいの700万円減となる推定年俸2100万円で契約を更改をした。
2021年は、開幕を二軍で迎えるも5月14日に一軍登録。ライトのレギュラー杉本裕太郎やこの年内野から中堅手に転向したばかりの福田周平への守備固めを中心に代走守備要員として起用された。8月23日に登録を抹消されたが、9月4日に一軍再昇格を果たすと同日の対ソフトバンク戦、死球を受け大事を取ってベンチに退いた福田に代わり途中出場。6回表の第1打席で2019年6月28日以来となる本塁打を放った。しかし腰の張りで9月7日に再び登録抹消となった。この年、チームは優勝し、日本シリーズに進出したが、出場はなかった。オフに、同年に取得した国内FA権を行使せずに残留し、現状維持となる推定年俸2100万円で契約を更改した。
2022年は、3月25日の西武との開幕戦（ベルーナドーム）で「6番・右翼手」として先発出場。4月6日のソフトバンク戦（福岡PayPayドーム）では、同点で迎えた延長10回表二死二塁の場面で決勝適時打を放ち、ソフトバンクの開幕8連勝を止める活躍を見せた。だが、5月22日の楽天戦（楽天生命パーク宮城）で途中出場した後は一軍出場がなく、5月30日に出場選手登録を抹消された。

### 中日時代
2022年7月8日、石岡諒太とのトレードで中日ドラゴンズへ移籍することが発表された。翌日に入団会見が行われ、背番号は交換相手の石岡が着けていた00。
7月17日に移籍後初めて一軍昇格すると、その当日の阪神タイガース戦で「6番・中堅手」として先発出場。第3打席で移籍後初安打を記録した。その後は代打や終盤の守備固めの起用が続いたが、8月12日に古巣・京セラドーム大阪での阪神戦で大島洋平の新型コロナウイルス感染による穴埋めとして「2番・中堅手」として先発出場すると、この3連戦で3試合連続安打を挙げ、最終日の8月14日では5回表一死一・三塁の場面で移籍後初打点となる2点適時二塁打を放ち、お立ち台に立った。8月21日のヤクルト戦（バンテリンドーム ナゴヤ）では8回に2点適時三塁打を放ち、本拠地初打点を記録した。9月10日に海外FA権を取得。中日では35試合の出場で打率.160、4打点でシーズンを終えた。
オフに推定年俸2100万円（現状維持）で契約更改。また、背番号が53に変更となった。
2023年は開幕一軍入りを果たすも上半身のコンディション不良により4月6日に登録を抹消された。その後5月下旬に二軍で実戦復帰し、6月20日に2か月半ぶりに一軍に合流、翌21日に再登録を受けた。7月5日の読売ジャイアンツ戦（バンテリンドームナゴヤ）では同点の9回表二死二塁の場面においての左翼守備で左前安打を捕球した後ノーバウンドで本塁に送球し、二塁走者を補殺した。最終的に途中出場を中心に52試合に出場したが、打率は.182だった。オフの11月27日に現状維持の年俸2100万円で契約更改した（金額は推定）。
2024年は自己最低の29試合の出場にとどまり、契約更改では200万円減の推定年俸1900万円でサインした。オフに、登録名をプロ入り時の「駿太」に戻した。

## 選手としての特徴

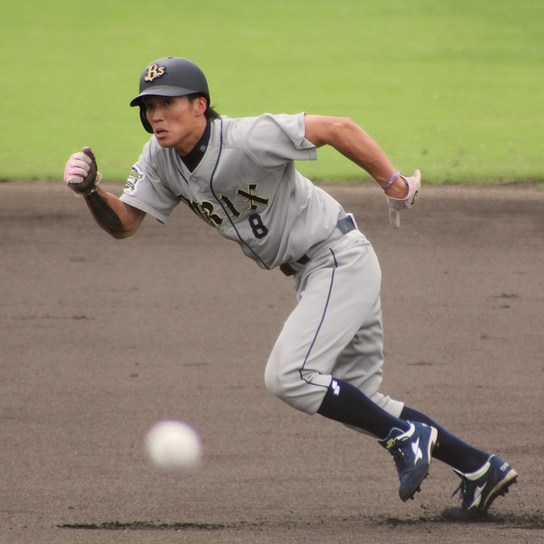
2011年8月25日
阪神鳴尾浜球場にて

50メートル走6秒0の俊足と遠投120メートルの強肩で、投手としても最速147km/hを記録したこともある身体能力の高さが特徴。オリックス入団後の2015年5月19日のソフトバンク戦（北九州市民球場）では、7回表二死の打席で五十嵐亮太から三振を喫しながら、五十嵐の暴投に乗じて一気に三塁へ進んだ（記録は振り逃げ）。
特に強肩と広い守備範囲を生かした外野守備の評価が高く、守備では1歩目を早く切ることを心がけているという。

## 人物

### オリックス時代

#### ぐんま観光特使
オリックス入団後の2014年9月12日には、自身と同じ群馬県出身の中山慎也・安達了一・小島脩平と共に、同県から「ぐんま観光特使」を委嘱。2016年1月31日まで務めた。

#### 駿太秋冬絶好調!
2017年5月31日の対ヤクルト戦からは、一軍の公式戦でヒーローインタビューを受ける際に、「駿太秋冬（しゅんたしゅうとう） 絶好調!」というフレーズの絶叫を始めている。同年4月に「これぞ!Bs魂」（ABCラジオ『Monday! SPORTS - JAM』内で放送中のオリックス情報・応援コーナー）のインタビュー収録でパーソナリティの和田ちゃん（女と男）と対談した際に、本業が漫才師である和田に対して「ヒーローインタビューでの決め言葉を考えて欲しい」と打診したところ、四字熟語の「春夏秋冬」に登録名の駿太を重ねた「駿太秋冬」という造語の使用を和田から勧められたことによる。

### オリックス・中日時代共通

#### 登録名
オリックスでは2017年シーズンまで「駿太」という登録名を使い続けていたが、入団の際に、「いつかは（苗字の）GOTOHを背中に綴ったユニフォームを着たい」という希望を出していた。同年12月19日には、同月16日に一般女性との結婚式を挙げたことや、この女性が既に第1子を出産したことを公表。さらに、翌2018年から登録名を後藤駿太（ユニフォームやスコアボード上の表記は苗字の後藤）へ変更することを明らかにした。前述した事情を背景に、「これからは後藤家を背負って頑張る」という意識が芽生えたことから、本名での登録に踏み切ったという。ただし、以下のように、2017年以前にも登録名を本名（後藤駿太）に変えることを検討したことがある。
- 2013年12月に後藤光尊が鉄平との交換トレードで東北楽天ゴールデンイーグルスへ移籍したことを機に、オリックスに在籍する後藤姓の選手は駿太だけになった（光尊は2019年シーズンから二軍内野守備走塁コーチとしてオリックスに復帰）。駿太自身は、上記のトレードが発表された直後に開かれたファンとの交流イベントで、「来年（2014年）は（登録名を）駿太で通すが、（オリックスでは）1度もユニフォームに苗字（GOTOH）を背負ったことがないので、来年に結果を残せたら（登録名の変更を）考える」と公言した[73]。ただし、実際には登録名の変更を見送っている。
- 2015年の秋季キャンプ中には、「（一軍での外野のレギュラー確保に向けて）もっと頑張らないといけないので、（原点に回帰する意味で）登録名を（本名の）後藤にしようか迷っている」という表現で、翌2016年から登録名を変更することを示唆[74]。家族を通じた姓名判断で「（後藤駿太という）フルネームが良い」という結果が出たことから、ユニフォームや球場でのアナウンスに駿太の名を残す代わりに、登録名だけを後藤駿太に変えることも考えていた。しかし、同年の12月末に、「ファンの皆さんの期待に応えられるようになってから、登録名の変更を考えたい」というコメントを出した。自身で熟考したところ、「駿太のグッズを買ってくれた人もいる。駿太を応援してきてくれた人の期待に応えられるだけの結果を、自分はまだ出していない」という結論に至ったことによる[75]。

## 詳細情報

### 年度別打撃成績
| 年 度      | 球 団      | 試 合 | 打 席 | 打 数 | 得 点 | 安 打 | 二 塁 打 | 三 塁 打 | 本 塁 打 | 塁 打 | 打 点 | 盗 塁 | 盗 塁 死 | 犠 打 | 犠 飛 | 四 球 | 敬 遠 | 死 球 | 三 振 | 併 殺 打 | 打 率 | 出 塁 率 | 長 打 率 | O P S |
| ---------- | ---------- | ----- | ----- | ----- | ----- | ----- | -------- | -------- | -------- | ----- | ----- | ----- | -------- | ----- | ----- | ----- | ----- | ----- | ----- | -------- | ----- | -------- | -------- | ----- |
| 2011       | オリックス | 30    | 47    | 40    | 4     | 4     | 1        | 0        | 0        | 5     | 1     | 0     | 1        | 6     | 0     | 1     | 0     | 0     | 13    | 0        | .100  | .122     | .125     | .247  |
| 2012       | オリックス | 32    | 31    | 29    | 6     | 4     | 0        | 0        | 0        | 4     | 0     | 0     | 0        | 2     | 0     | 0     | 0     | 0     | 9     | 2        | .138  | .138     | .138     | .276  |
| 2013       | オリックス | 117   | 221   | 201   | 24    | 40    | 8        | 0        | 3        | 57    | 12    | 4     | 1        | 6     | 1     | 13    | 0     | 0     | 38    | 0        | .199  | .247     | .284     | .531  |
| 2014       | オリックス | 127   | 277   | 246   | 30    | 69    | 11       | 3        | 5        | 101   | 30    | 5     | 3        | 12    | 0     | 17    | 1     | 2     | 55    | 3        | .280  | .332     | .411     | .743  |
| 2015       | オリックス | 135   | 382   | 334   | 31    | 78    | 8        | 2        | 2        | 96    | 31    | 8     | 9        | 15    | 3     | 24    | 0     | 6     | 69    | 4        | .234  | .294     | .287     | .582  |
| 2016       | オリックス | 105   | 239   | 214   | 17    | 41    | 5        | 0        | 1        | 49    | 9     | 3     | 3        | 12    | 0     | 11    | 0     | 2     | 40    | 2        | .192  | .238     | .229     | .467  |
| 2017       | オリックス | 129   | 329   | 296   | 29    | 71    | 16       | 7        | 2        | 107   | 27    | 4     | 3        | 13    | 4     | 15    | 1     | 1     | 76    | 3        | .240  | .275     | .361     | .637  |
| 2018       | オリックス | 33    | 43    | 37    | 7     | 8     | 0        | 0        | 0        | 8     | 4     | 2     | 1        | 1     | 0     | 3     | 0     | 2     | 12    | 0        | .216  | .310     | .216     | .526  |
| 2019       | オリックス | 91    | 194   | 165   | 17    | 37    | 7        | 3        | 1        | 53    | 22    | 4     | 3        | 6     | 1     | 19    | 0     | 3     | 47    | 1        | .224  | .314     | .321     | .635  |
| 2020       | オリックス | 23    | 62    | 50    | 4     | 6     | 0        | 0        | 0        | 6     | 1     | 2     | 0        | 4     | 0     | 8     | 0     | 0     | 17    | 0        | .120  | .241     | .120     | .361  |
| 2021       | オリックス | 56    | 17    | 16    | 3     | 2     | 0        | 0        | 1        | 5     | 1     | 2     | 1        | 0     | 0     | 1     | 0     | 0     | 6     | 0        | .125  | .176     | .313     | .489  |
| 2022       | オリックス | 26    | 52    | 49    | 5     | 9     | 0        | 1        | 0        | 11    | 2     | 1     | 2        | 0     | 0     | 2     | 0     | 1     | 15    | 0        | .184  | .231     | .224     | .455  |
| 2022       | 中日       | 35    | 58    | 50    | 3     | 8     | 1        | 2        | 0        | 13    | 4     | 0     | 1        | 2     | 0     | 4     | 1     | 2     | 10    | 0        | .160  | .250     | .260     | .510  |
| '22計      | 中日       | 61    | 110   | 99    | 8     | 17    | 1        | 3        | 0        | 24    | 6     | 1     | 3        | 2     | 0     | 6     | 1     | 3     | 25    | 0        | .172  | .241     | .242     | .483  |
| 2023       | 中日       | 52    | 51    | 44    | 3     | 8     | 3        | 0        | 0        | 11    | 6     | 0     | 0        | 1     | 1     | 5     | 0     | 0     | 18    | 0        | .182  | .260     | .250     | .510  |
| 2024       | 中日       | 29    | 35    | 32    | 1     | 4     | 0        | 0        | 0        | 4     | 1     | 0     | 0        | 1     | 0     | 2     | 0     | 0     | 9     | 0        | .125  | .177     | .125     | .302  |
| 通算：14年 | 通算：14年 | 1020  | 2038  | 1803  | 184   | 389   | 60       | 18       | 15       | 530   | 151   | 35    | 28       | 81    | 10    | 125   | 3     | 19    | 434   | 15       | .216  | .272     | .294     | .566  |

- 2024年度シーズン終了時

### 年度別守備成績
| 年 度 | 球 団      | 外野  | 外野  | 外野  | 外野  | 外野  | 外野     |
| 年 度 | 球 団      | 試 合 | 刺 殺 | 補 殺 | 失 策 | 併 殺 | 守 備 率 |
| ----- | ---------- | ----- | ----- | ----- | ----- | ----- | -------- |
| 2011  | オリックス | 28    | 30    | 1     | 1     | 1     | .969     |
| 2012  | オリックス | 29    | 31    | 0     | 0     | 0     | 1.000    |
| 2013  | オリックス | 108   | 122   | 4     | 2     | 1     | .984     |
| 2014  | オリックス | 120   | 155   | 3     | 1     | 1     | .994     |
| 2015  | オリックス | 131   | 188   | 6     | 2     | 0     | .990     |
| 2016  | オリックス | 96    | 161   | 5     | 2     | 1     | .988     |
| 2017  | オリックス | 115   | 182   | 2     | 1     | 0     | .995     |
| 2018  | オリックス | 31    | 26    | 1     | 2     | 0     | .931     |
| 2019  | オリックス | 82    | 96    | 4     | 0     | 0     | 1.000    |
| 2020  | オリックス | 23    | 31    | 1     | 1     | 1     | .970     |
| 2021  | オリックス | 49    | 18    | 0     | 1     | 0     | .947     |
| 2022  | オリックス | 26    | 3     | 1     | 0     | 0     | 1.000    |
| 2022  | 中日       | 31    | 20    | 0     | 0     | 0     | 1.000    |
| '22計 | 中日       | 57    | 23    | 1     | 0     | 0     | 1.000    |
| 2023  | 中日       | 29    | 15    | 1     | 1     | 0     | .941     |
| 2024  | 中日       | 20    | 11    | 0     | 0     | 0     | 1.000    |
| 通算  | 通算       | 919   | 1117  | 28    | 14    | 5     | .988     |

- 2024年度シーズン終了時

### 表彰
- 月間サヨナラ賞：1回（2017年5月）

### 記録
初記録
- 初出場・初先発出場：2011年4月12日、対福岡ソフトバンクホークス1回戦（京セラドーム大阪）、「9番・右翼手」で先発出場[7][76]
- 初打席：同上、3回裏に和田毅から空振り三振[7][76]
- 初安打：2011年4月20日、対北海道日本ハムファイターズ2回戦（ほっともっとフィールド神戸）、3回裏にブライアン・ウルフから右前安打[8][77]
- 初打点：同上、9回裏に林昌範から右前適時打[8]
- 初盗塁：2013年5月12日、対北海道日本ハムファイターズ8回戦（京セラドーム大阪）、6回裏に二盗（投手：武田勝、捕手：大野奨太）
- 初本塁打：2013年6月30日、対東北楽天ゴールデンイーグルス10回戦（京セラドーム大阪）、1回裏にブランドン・ダックワースから右越ソロ[17][78]

節目の記録
- 1000試合出場：2024年4月10日、対横浜DeNAベイスターズ2回戦（横浜スタジアム）、8回裏に左翼手で途中出場 ※史上527人目（高橋周平と同日達成）[79]

### 背番号
- 8（2011年 - 2022年7月8日）
- 00（2022年7月9日[51] - 同年終了）
- 53（2023年[60] - ）

### 登録名
- 駿太（しゅんた、2011年 - 2017年、2025年[66] - ）
- 後藤 駿太（ごとう しゅんた、2018年[31] - 2024年）